# ترانه مادری
ترانه مادری نام مجموعه تلویزیونی ایرانی به کارگردانی حسین سهیلی‌زاده و نویسندگی مسعود بهبهانی نیا است که در تابستان ۱۳۸۷ در ۴۷ قسمت ۳۰ دقیقه‌ای از شبکه سه سیما پخش شده‌ است. این سریال در زمان خود به یکی از پربیننده ترین مجموعه های تلویزیونی تبدیل شده است و تاکنون از شبکه های مختلف سیما از جمله آی فیلم بازپخش شده است . 

## خلاصه داستان
داستان در مورد دو برادر یتیم به نام‌های بهرام و پویا است.
که یک برادر (فرخ ، دایی برادرها) و خواهر (فرخنده ، خاله برادرها) آن‌ها را به پیشنهاد مادرشان به فرزندی می‌پذیرند. پس از آن ، اتفاقی بین شوهر فرخنده ، برادر او و فرخ پیش می‌آید که موجب دوری خانواده‌ها از هم می‌شود. با گذشت ۱۵ سال از این ماجرا ، مادربزرگ خانواده سعی در نزدیک کردن آن‌ها به هم دارد و سعی می‌کند با کمک کردن به پویا و بهرام تا هر دو در یک دانشگاه قبول شوند، زمینهٔ این نزدیکی را فراهم کند. این وسط ، خانه‌ای که مادربزرگ برای ایجاد کانون اصلی این اتفاق‌ها در نظر گرفته ، همان خانه‌ای است که به عنوان سهم دو برادر یتیم بوده و فرخ می‌خواهد با فروش آن ، صاحب پول کلانی شود.

## بازیگران[۵]
- هما روستا
- دانیال حکیمی
- فاطمه گودرزی
- سیاوش خیرابی
- محسن افشانی
- الهام پاوه نژاد
- امیر دژاکام
- بیتا سحر خیز
- گلاره عباسی
- علی طباطبایی
- حسین سحر خیز
- محمد عمرانی
- همایون تمدن
- مینا لاکانی
- محمد حاتمی
- مهین شهابی
- پویان گنجی
- بهروز ناجی
- محمود مقامی
- حنانه شهشهانی
- هیلدا خسروی
- آناهیتا افشار
- سینا نجات نعمت
- حسن آتشانی
- محمد شادانی